# Chirita fimbrisepala
Chirita fimbrisepala är en tvåhjärtbladig växtart som beskrevs av Hand.-mazz.. Chirita fimbrisepala ingår i släktet Chirita och familjen Gesneriaceae.

## Underarter
Arten delas in i följande underarter:
- C. f. fimbrisepala
- C. f. mollis